# Koningin Máximabrug
De Koningin Máximabrug zijn twee bascule bruggen over de Oude Rijn ( Vaarwegklasse CEMT IV ) in de Zuid-Hollandse plaats Alphen aan den Rijn op de grens met Koudekerk a/d Rijn en wordt bediend vanuit Brugbedieningscentrum Steekterpoort. Bouwer was Mobilis, onderdeel Techniek Bouw en Industrie (TBI), samen met Aannemingsmij. Van Gelder en Hollandia, in opdracht van de gemeente Alphen aan den Rijn.
De brug dient ter ontsluiting van industrieterrein de Hoge Waard, hierdoor hebben de kernen van Alphen aan den Rijn en Koudekerk aan den Rijn minder overlast van (vracht)verkeer. Vooralsnog gaat de weg over de brug over de Van de Landlustweg met een lus terug naar de Gnephoek en dan terug naar de Hoge Waard. In de toekomst zou de Máximabrug kunnen aansluiten op de Ring Alphen aan den Rijn en de N207, daar is echter bezwaar tegen vanwege de aantasting van het Nationaal Landschap Groene Hart.
Op woensdag 21 december 2016 is de brug opengesteld voor verkeer. De officiële opening volgde in 2017.

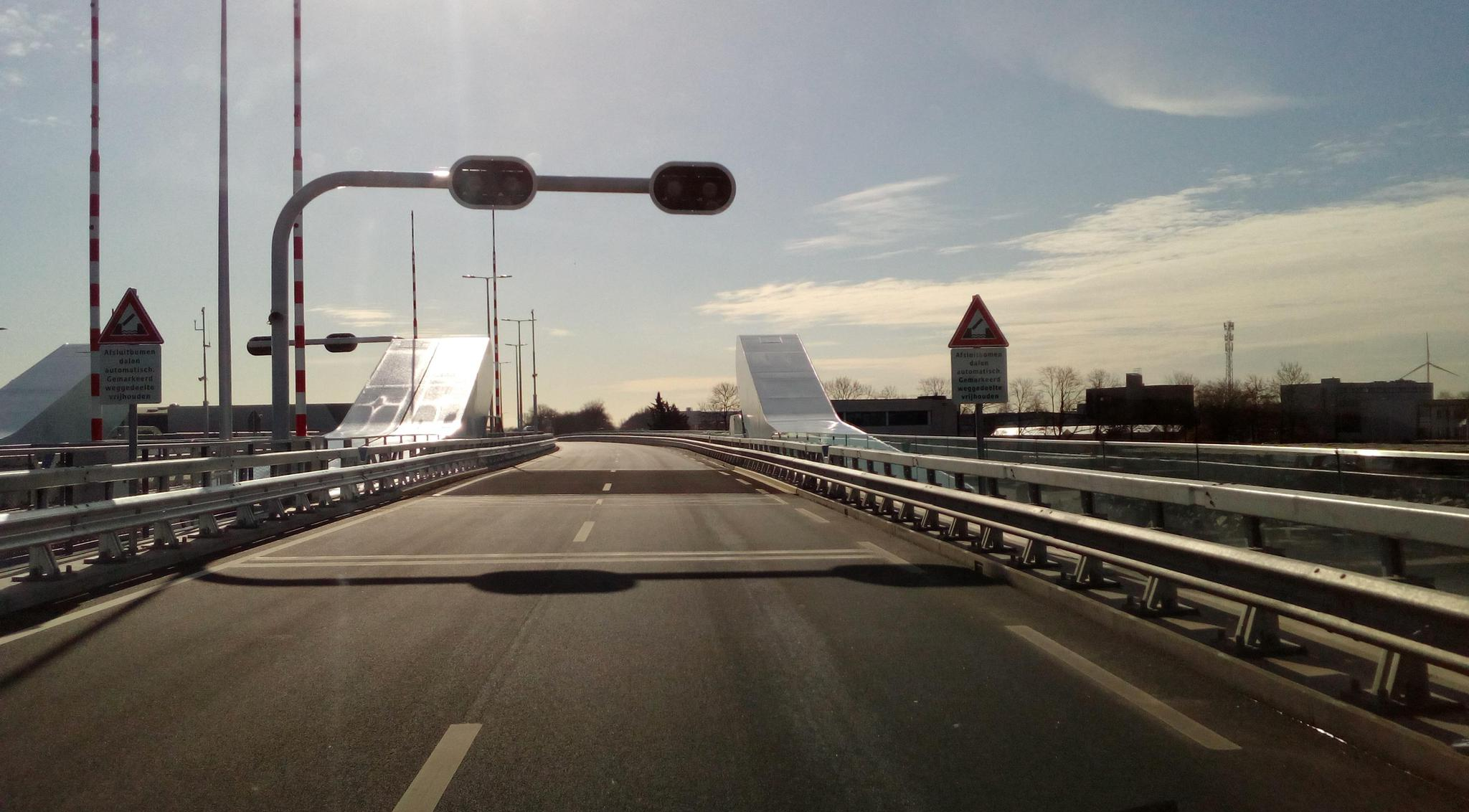
Rijbaan op de brug